# Paris-Roubaix 1931
La 32e édition de la course cycliste Paris-Roubaix a eu lieu le 5 avril 1931 et a été remportée par le Belge Gaston Rebry.

## Classement final
|    | Cycliste               | Équipe                    | Temps           |
| -- | ---------------------- | ------------------------- | --------------- |
| 1  | Gaston Rebry           | Alcyon-Dunlop             | 7 h 01 min 00 s |
| 2  | Charles Pélissier      | Genial Lucifer-Hutchinson | + 1 min 42 s    |
| 3  | Émile Decroix          | Genial Lucifer-Hutchinson | + 1 min 42 s    |
| 4  | Georges Ronsse         | La Française              | + 4 min 00 s    |
| 5  | Émile Joly             | Genial Lucifer-Hutchinson | + 4 min 00 s    |
| 6  | Jef Demuysere          | Genial Lucifer-Hutchinson | + 7 min 00 s    |
| 7  | Alfons Schepers        | La Française              | + 8 min 15 s    |
| 8  | Gustaaf van Slembrouck | Genial Lucifer-Hutchinson | + 8 min 15 s    |
| 9  | Romain Gijssels        | Dilecta-Wolber            | + 8 min 50 s    |
| 10 | Adolf van Bruane       | La Nordiste               | + 9 min 10 s    |